# چه افتضاحی!
چه افتضاحی! (اسپانیایی: ¡Qué despadre!‎) یک فیلم کمدی مکزیکی است که در سال ۲۰۲۲ منتشر شد.

## بازیگران
- مائوریسیو اوچمان در نقش پدرو
- فیونا پالومو در نقش آلین
- ساندرا اچوریا در نقش هلنا
- خوان دیگو کوواروبیاس در نقش گابریل
- مائوریسیو بارینتوس در نقش مونت مایور
- پالی دووال در نقش لورنا
- آنا کلودیا تالانکون در نقش پائولا
- دیانا براچو در نقش اوفلیا
- کانسپسیون مارکز در نقش فرانسیسکو مدینه
- هکتور سوارز در نقش دکتر. مائوریسیو اوسکوی گالیندو
- ماگالی بویسل
- ریکاردو فستلیخت
- آنابل فریرا
- دیگو کلاین